# Winpooch
Winpooch bzw. Winpooch Watchdog ist eine freie Sicherheitssoftware für die 32-Bit-Varianten von Windows 2000, Windows XP und Windows Server 2003. Das in C geschriebene Projekt wird unter der GPL veröffentlicht und soll eine Alternative zu der kommerziellen Software ProcessGuard, sowie ein freies Windows-Gegenstück zu AppArmor (aus der Linuxwelt) sein.
Autor Benoit Blanchon hat die Weiterentwicklung von Winpooch am 13. Juni 2008 beendet, da diese seine Freizeit zu sehr in Anspruch nähme. Er bietet anderen Programmierern an, das Projekt zu übernehmen.

## Funktionsweise
Winpooch ist dafür gedacht, das Einnisten sämtlicher Formen von Malware zu verhindern, ohne dass dazu Signaturen benötigt werden. Realisiert wird dieser Schutz durch „API Hooking“, eine ständige Überwachung der Programmierschnittstelle von Windows. Der Benutzer kann Programmen Rechte erteilen oder entziehen, wie das Aufbauen von Netzwerkverbindungen, das Starten/Beenden von anderen Programmen, das Schreiben/Lesen in Verzeichnissen der Festplatte, sowie Eingriffe in die Windows-Registrierungsdatenbank. Mit Hilfe von Wildcards können diese Restriktionen auch auf bisher unbekannte Programme angewandt werden, wovon dann auch Malware betroffen wäre. Kommt es zu einem vordefinierten Szenario, wird der Benutzer wahlweise aufgefordert zu entscheiden was geschehen soll, oder der Vorgang wird automatisch aufgehalten, akzeptiert oder simuliert (wobei Winpooch versucht, dem jeweiligen Prozess vorzutäuschen, dass die von ihm gewünschte Aktion ausgeführt worden wäre).
Standardmäßig ist es jedem Programm verboten, in sensiblen Bereichen von Windows Änderungen vorzunehmen. Ferner ist Winpooch in der Lage, ausführbare Dateien vorher mit dem beiliegenden Antivirus ClamAV zu überprüfen.

## Kritik
Eine bislang fehlende Dokumentation, wie auch eine Reihe heftiger Programmfehler ab der frühen, öffentlichen Testphase der 0.6er-Reihe führten dazu, dass Winpooch bei einigen Benutzern in Misskredit fiel. Da die Software bei falscher bzw. vernachlässigter Konfiguration Abstürze oder ungewollte Einschränkungen verursachen kann, wird ihr Einsatz stellenweise als riskant tituliert. Im Extremfall könnte sich der Benutzer selbst sämtliche Kontrolle entziehen (auch wenn er Administrator ist), so dass er nicht einmal mehr Windows herunterfahren könnte. Beim dadurch nötig werdenden Hardware-Reset würde Datenverlust drohen.